# Åsmund Kåresson
Åsmund Kåresson, Asmundr Kara sunn, var en runerister i Uppland i Sverige. Hans aktivitet med centrum omkring Uppsala varede fra omkring 1020 til midten af 1000-tallet. Hans arbejdsområde strakte sig fra Gävleområdet i nord og ned til Stockholmsområdet i syd.
Hans introduktion af den upplandske runestensstil var som kunstart banebrydende, og udførtes med en dygtig elegance, godt tilpasset efter stenens form og med en kunstnerisk sikkerhed, der overgik de fleste af hans efterfølgere. Cirka tyve ristninger er signeret af Åsmund Kåresson, og mindst lige så mange usignerede kan tilskrives ham.
En teori er, at han er samme person som den engelske præst Osmundus som nævnes af Adam af Bremen. Teorien betragtes dog som dårligt underbygget.
Nyere studier af sproget og ristningsteknikken på Åsmunds sten tyder på, at han voksede op i det der i dag er Medelpad, flyttede til Uppland og var lærling i Gästrikland, inden han sidenhen arbejdede som selvstændig mester.

## Billedgalleri
- U 22
- U 343
- U 344, Orkestastenen
- U 442
- U 847
- U 859
- U 875
- U 932
- U 956
- U 969
- U 998
- U 1144
- U 1145